# 치데라 에주케
치데라 에주케(영어: Chidera Ejuke, 1998년 1월 2일 ~ )는 나이지리아의 축구 선수로, 현재 러시아 클럽 CSKA 모스크바에서 임대되어 벨기에 프로 리그 클럽 로열 앤트워프의 미드필더로 활약하고 있다. 그리고 그는 나이지리아 국가대표팀에서 뛰고 있다.

## 구단 경력
2017년 3월, 에주케는 엘리테세리엔의 볼레렝아와 3년 계약을 체결하고 2019년 7월, 베식타시 JK와 SS 라치오의 관심을 무시한 채 SC 헤이렌베인에서 뛰었다.

### CSKA 모스크바
2020년 8월 28일, CSKA 모스크바는 헤이렌베인으로부터 에주케와 4년 계약을 체결했다고 발표했다.
2020년 9월 30일, 그는 3-1로 이긴 스파르타크 모스크바와의 더비 경기에서 3번째 골을 넣었다.

## 국가대표팀 경력
에주케는 2020년 10월 13일 튀니지와의 친선 경기에서 나이지리아 축구 국가대표팀에 데뷔했다.